# J. Monika Walther
 J. Monika Walther (* 7. August 1945 in Leipzig) ist eine deutsche Schriftstellerin.

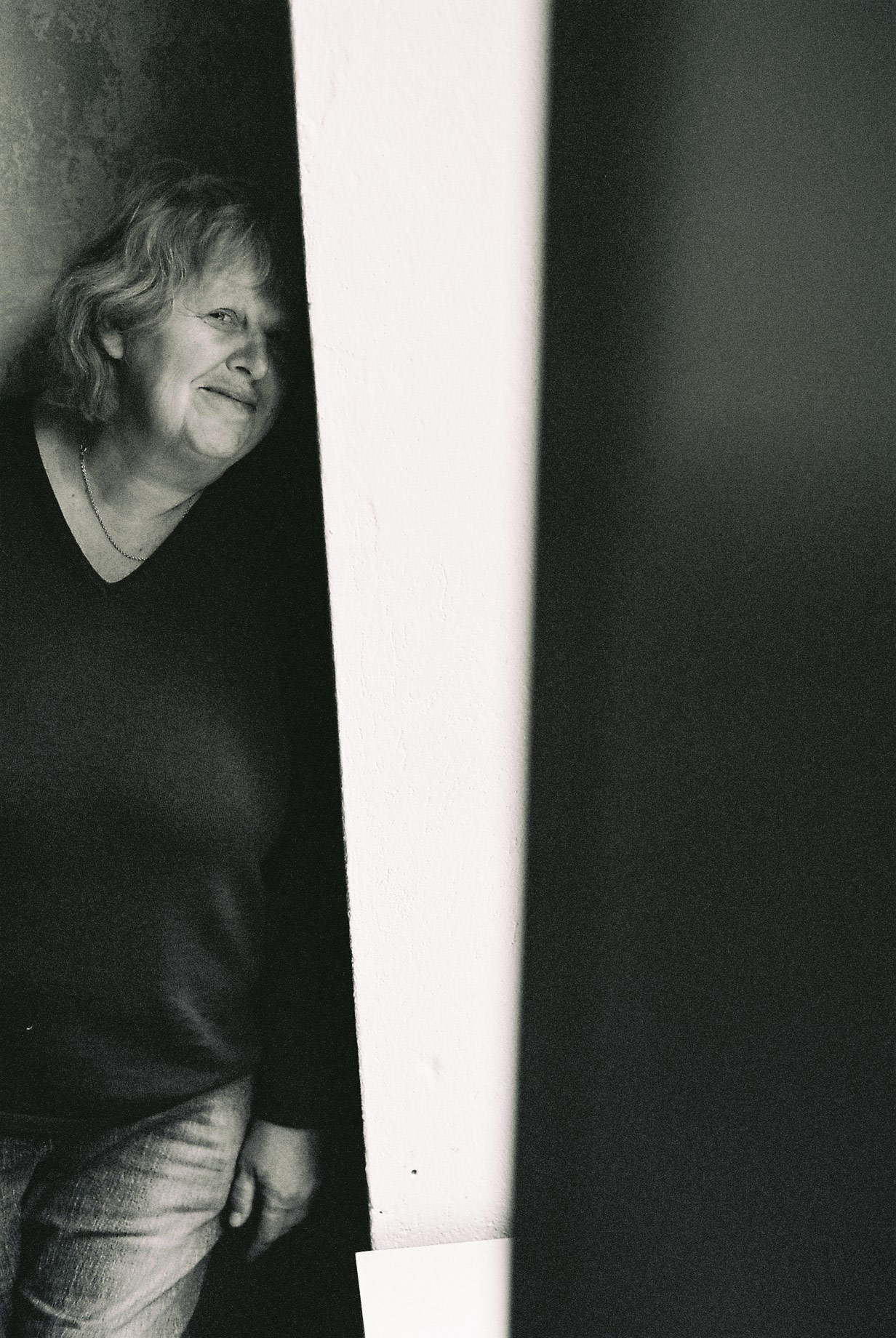
J. Monika Walther (2009)

## Leben
J. Monika Walther stammt aus einer jüdisch-protestantischen Familie. Sie ist in Leipzig, Berlin und mehreren süddeutschen Städten aufgewachsen. Nach einem Diplom in Geschichte und Pädagogik und einem Magister in Psychologie promovierte sie mit einer Arbeit in Publizistik. Sie war zu längeren Auslandsaufenthalten in Spanien, Portugal und Israel.
Seit 1966 lebt J. Monika Walther in Dülmen-Hiddingsel (Münsterland) und den Niederlanden. Sie arbeitet seit 1976 als Schriftstellerin in den Bereichen Lyrik, Prosa und Hörspiel. Sie schrieb über 80 Hörspiele, Hörbücher, Hörcollagen und künstlerische Features. Sie erhielt zahlreiche Preise und Stipendien.
J. Monika Walther ist Dozentin für Medienpädagogik an der Heinrich-Heine-Universität in Düsseldorf.
Sie ist Mitglied im Verband deutscher Schriftstellerinnen und Schriftsteller (VS).

## Werke (Auswahl)
- mit Jörg Burkhard, Harry Oberländer: Ein paar Dinge von denen ich weiß. Kramer, Berlin 1977, ISBN 3-87956-058-7.
- Querfeldein. Gedichte. Vechta 2005, ISBN 3-937844-83-X.
- Die neuen Kriege. Feature. Köln 2005.
- Schafszorn. Hörspiel. Köln 2004.
- Wir werden wie die Träumenden sein – Eine Landsuche in Deutschland. Erzählungen. Leipzig 2002, ISBN 3-00-009161-0.
- Katzenschießen. Hörspiel. Hamburg/Köln/Berlin 1998.
- Metula-Lebenszeichen aus der letzten Welt. Hörspiel. Köln/London, Almelo 1994 und 1995.
- Goldbroiler oder die Beschreibung einer Schlacht. Hörspiel. Hamburg/Leipzig 1995.
- In der Traumwäscherei ist Arbeit. Gedichte. Frankfurt 1990, ISBN 3-88633-047-8.
- Fluchtlinien. Hörspiel. Berlin 1988.
- Die Traurigkeit nach dem Singen. Roman. 1981, ISBN 3-88633-010-9.
- Verlorene Träume – Geschichten nach dem Hochzeitslied. München 1978–1984, ISBN 3-921040-85-X, ISBN 3-423-06348-3.
- Das Gewicht der Seele. Erzählungen. Herausgegeben von Iris Nölle-Hornkamp. Paderborn 2009, ISBN 978-3-89785-696-7.
- Goldbroiler oder die Beschreibung einer Schlacht. Roman. Vechta 2009, ISBN 978-3-86685-208-2.
- Windblüten Maschendraht. Gedichte. Nottbeck 2012, ISBN 978-3-943270-02-0.
- Sperlingssommer. Erzählungen. Vechta 2012, ISBN 978-3-86685-351-5.
- Himmel und Erde. Roman. Stuttgart 2014, ISBN 978-3-945195-19-2.
- Und alles lebt, was einst mit mir hier lebte. Westfälische Heimat – Jüdische Nachbarn. Hörbuch, 2 CDs. 2014, ISBN 978-3-939974-37-6.
- Abrisse im Viertel. Gedichte 2010–2015. Fotografien von Henning Berkefeld. Geest, Vechta-Langförden 2015, ISBN 978-3-86685-516-8.
- Am Weltenrand. Prosa. Mit Fotografien von Henning Berkefeld. Vechta 2017, ISBN 978-3-86685-606-6
- Als Queen Elizabeth II. Schnaps im Hafen von Marne trank. Vechta 2019
- Dorf – Milch und Honig sind fort. 2020. Vechta 2020. ISBN 978 3 86685 760 5
- Der Mann ohne Hände, Kriminalroman, zusammen mit Monika Detering. Vechta 2020
- Nachtzüge – Gedichte und gefundene Zettel. Vechta 2021
- Lesebuch Jay Monika Walther. Nylands Kleine Westfälische Bibliothek, hrsg. von Iris Nölle-Hornkamp. Bielefeld 2022. ISBN 978-3-8498-1823-4
- Fluchtlinien – Wie die Welt sich in Innen und Außen teilte, Roman. Visbeck, Geestverlag  2024, ISBN 978 3 86685 950 0
- Kommissar Simonsberg ermittelt am Rand der Welt – Fünf Fälle für den Kommissar. Kriminalgeschichten. Bärenklau 2024, ISBN  978-3818722319.